# 西奈瓦保护区

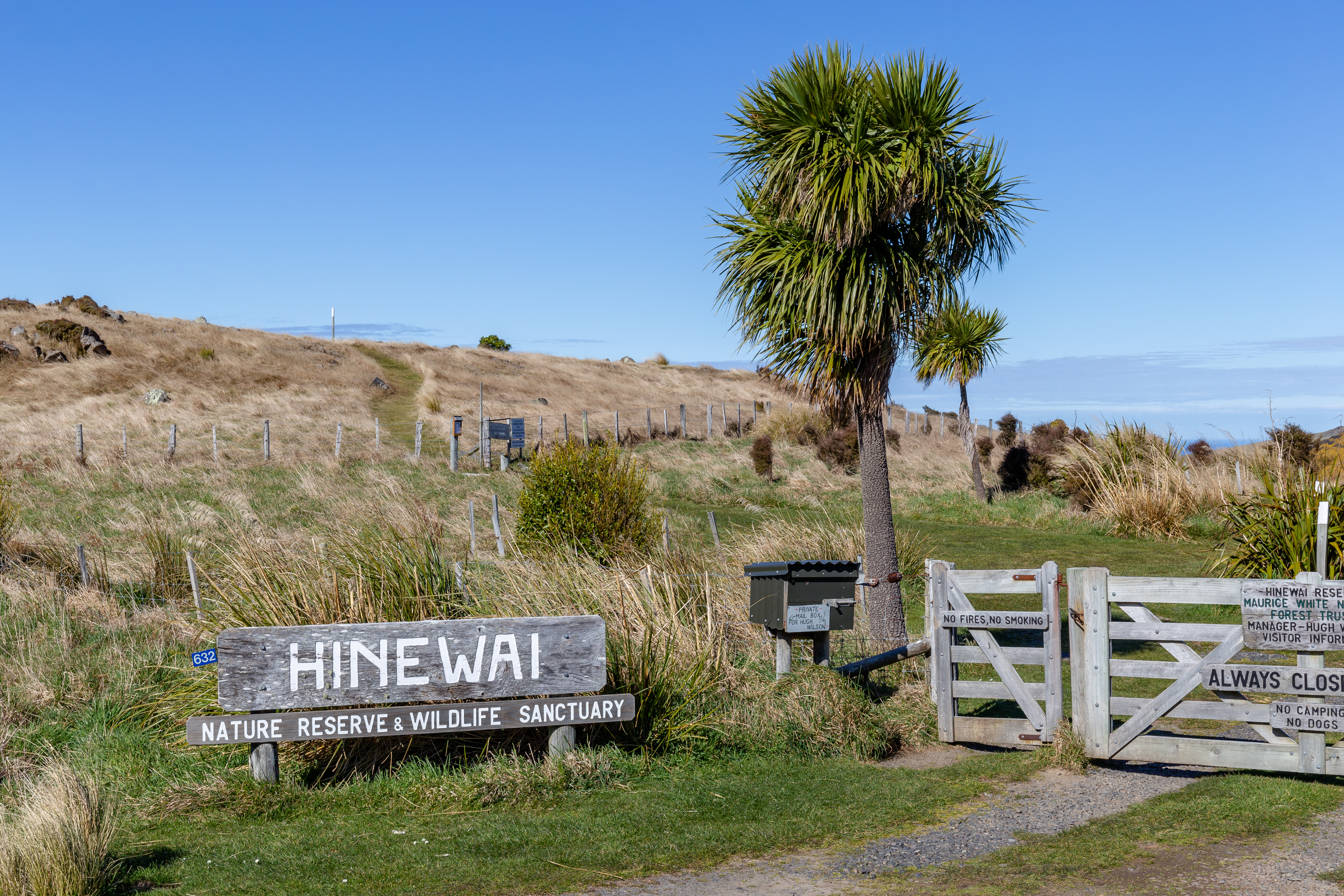
正门附近的西奈瓦保护区标志

西奈瓦保护区（英語：Hinewai Reserve）是位于新西兰班克斯半岛的私人自然保护区。

## 描述
西奈瓦保护区始于1987年9月由莫里斯·怀特原生森林基金会（Maurice White Native Forest Trust）购买的109公顷农田，现在则是1,230公顷的金雀花和正在恢复的原始灌木丛。
在人类出现前，保护区完全被森林覆盖，但是和班克斯半岛的大部分地区一样，在欧洲人定居后，森林覆盖率严重减少，保护区由金雀花及原生植被覆盖迅速转变为开阔的牧场。保护区包括20条向公众开放的步行道，其中包括班克斯半岛赛道的一部分。
西奈瓦保护区由植物学家休·威尔逊为基金会管理，他亲手撰写了关于保护区的时报《Pīpipi》，每年由基金会出版几次。
2011年7月13日，保护区的三分之一区域被烧毁，而原因可能是一次雷击。2017年，西奈瓦报社报道说，保护区几乎没有什么火灾残留的痕迹。金雀花和当地的灌木及树木都重新长出来了。

## 延伸阅读
- Hugh Wilson, (2002) Hinewai: the journal of a New Zealand naturalist ISBN 1-877251-20-8